# Stefan Skora
Stefan Skora (* 25. April 1960 in Wittichenau) ist ein deutscher Kommunalpolitiker der CDU und der „Wahlplattform für Hoyerswerda“. Er war von 2006 bis 2020 Oberbürgermeister der Großen Kreisstadt Hoyerswerda.

## Leben
Stefan Skora besuchte die POS und anschließend die Erweiterte Oberschule in Hoyerswerda, das heutige Lessing-Gymnasium. Nach seinem Schulabschluss studierte Skora zwischen 1980 und 1985 Verfahrenstechnik mit der Vertiefungsrichtung Brennstofftechnik an der TU Bergakademie Freiberg, das Studium schloss er als Diplom-Ingenieur der Verfahrenstechnik ab. Nach seinem Studienabschluss arbeitete er bis zur Wende in einer Forschungsabteilung im VEB Gaskombinat in Schwarze Pumpe.
Seit dem 1. Dezember 1985 ist er Mitglied des katholischen Sozialverbandes Kolpingwerk Deutschland und seit dem 25. September 2021 Vorsitzender des Diözesanverbandes im Bistum Görlitz.
Stefan Skora ist verheiratet und lebt in Hoyerswerda.

## Politische Tätigkeiten
1990 wurde er in den Kreistag des Landkreises Hoyerswerda gewählt. Er war seit 1990 war Persönlicher Referent des Landrates des Landkreises Hoyerswerda. Ab 1996 war Skora Persönlicher Referent und Leiter des Büros des Hoyerswerdaer Oberbürgermeisters.
Ab 2000 war Skora Amtsleiter des Amtes für Wirtschaft und Planung der Stadt Hoyerswerda. Im folgenden Jahr wurde er erster Stellvertreter des damaligen Oberbürgermeisters Horst-Dieter Brähmig. Als erster Bürgermeister war Skora für Finanzen, Ordnung und Bauwesen der Kreisfreien der Stadt Hoyerswerda tätig.
Bei der Wahl des Oberbürgermeisters am 10. September 2006 erhielt Skora 45,73 % der Stimmen. Damit erreichte er allerdings nicht die nötigen Stimmen für eine absolute Mehrheit, weshalb er zwei Wochen später in einer Stichwahl gegen den Einzelbewerber Sandro Fiebig antreten musste. Diese Stichwahl gewann Skora mit 53,7 % der Stimmen. Skora war bei der Wahl Kandidat der „Wahlplattform für Hoyerswerda“, einem Parteibündnis, das aus Stadtratsfraktionen der CDU, der SPD, den Freien Wähler StadtZukunft und der FDP bestand. 2013 wurde Skora wiedergewählt, ebenfalls in einer Stichwahl.
Bei der Kommunalwahl im September 2020 trat Stefan Skora nicht mehr an. Am 1. November 2020 wurde er von dem SPD-Politiker Torsten Ruban-Zeh abgelöst.
Stefan Skora war Mitglied der 16. Bundesversammlung  vom 12. Februar 2017 zur Wahl des Bundespräsidenten.
Als Nachfolger des scheidenden Bautzner Oberbürgermeisters Christian Schramm war Skora von 2015 bis 2019 Präsident des Sächsischen Städte- und Gemeindetages.